# Zygmunt Szweykowski (muzykolog)
Zygmunt Marian Szweykowski (ur. 12 maja 1929 w Krakowie, zm. 3 sierpnia 2023) – polski muzykolog, profesor nauk humanistycznych specjalizujący się w muzyce renesansowej i barokowej.

## Życiorys
Syn Zygmunta Szweykowskiego, historyka literatury, i Antoniny z Janiszewskich.
Studiował muzykologię w Poznaniu pod kierunkiem profesora Adolfa Chybińskiego w latach 1946–1951. Doktorat pod kierunkiem profesora Józefa Chomińskiego otrzymał na Uniwersytecie Jagiellońskim w roku 1964. Stopień doktora habilitowanego na UJ uzyskał w 1987, a tytuł profesorski w 1990.
Prowadził wykłady w Polsce i za granicą, m.in. na Uniwersytecie im. Adama Mickiewicza, Uniwersytecie Warszawskim, w Instytucie Sztuki PAN, a za granicą w Allice Spring, Bazylei, Bochum, Lublanie, Padwie, Rzymie, Illinois, Uppsali i Salzburgu.
Przedmiotem jego pracy były:
1. badania nad muzyką włoską XVII wieku a szczególnie historią włoskiej dramma per musica;
2. teoria muzyki XVII wieku i włoska praktyka wykonawcza tego okresu
3. muzyka polskiego renesansu i baroku, a zwłaszcza specyfika przemian stylistycznych, okres saski, zasady i rola estetyczna techniki koncertującej oraz koncepcja manieryzmu, jako stylu muzycznego na przełomie XVI i XVII wieku[6].

## Wybrane publikacje
1. Kultura wokalna XVI-wiecznej Polski, Kraków 1957
2. Musica Moderna w ujęciu Marka Scacchiego, Kraków 1977
3. Między kunsztem a ekspresją. 1 Florencja. 2. Rzym (współautor: Anna Szweykowska), Kraków 1992-1994
4. Włosi w kapeli królewskiej polskich Wazów (współautor: Anna Szweykowska), Kraków 1997
5. Historia muzyki w XVII wieku. Muzyka we Włoszech. I Pierwsze zmiany. II Technika polichóralna. III Madrygał wielogłosowy. V Dramma per musica (współautorzy: Anna Szweykowska, Aleksandra Patalas, Zofia Fabiańska, Piotr Wilk), Kraków 2000-2007

## Odznaczenia i nagrody
Źródło: biogram na stronie Instytutu Muzykologii UJ
- Złoty Krzyż Zasługi (1974)
- Nagroda Polskiej Akademii Nauk (1978)
- Nagroda Miasta Krakowa (1982)
- Krzyż Kawalerski Orderu Odrodzenia Polski (1984)
- Medal Komisji Edukacji Narodowej (1994)
- Nagroda Związku Kompozytorów Polskich (1995)
- Krzyż Komandorski Orderu Odrodzenia Polski (1999)
- Nagroda Prezesa Rady Ministrów (2003)